# Круговой удар ногой

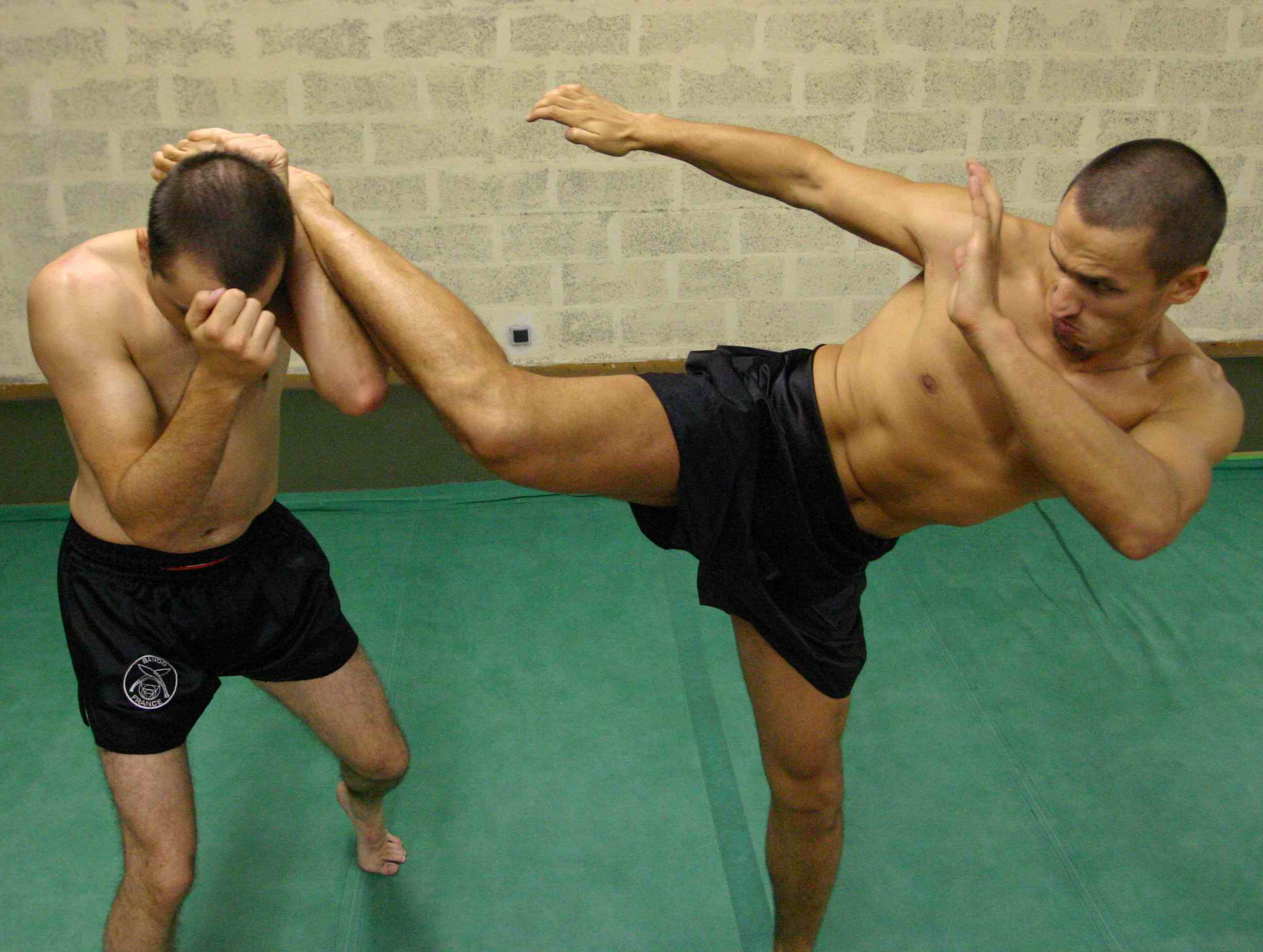
Круговой удар

Круговой удар ногой, известный под названиями бразильский удар, удар с разворота, раунд-кик (англ. round kick) или раундхаус-кик (англ. roundhouse kick, англ. turning kick) — в боевых искусствах и единоборствах разновидность удара ногой, при которой бьющий поднимает колено, поворачиваясь на опорной ноге, совершает половину оборота, мощно разворачивая таз, и затем выпрямляет ногу, нанося удар голенью и/или стопой (возможно и подушечками стопы). Обычно подобный удар демонстрируется во время тамэсивари при разрушении досок. Круговой удар пользуется большой популярностью в различных боевых искусствах (контактных и неконтактных). Удар может выполняться в разных вариантах в зависимости от стойки, движения ноги, точкой нанесения удара и зоной поражения, а также высотой удара. Удары с разворота, характерные для восточных единоборств, также появлялись независимо в некоторых западных видах единоборств (например, в савате).

## Общие принципы выполнения удара
Строго говоря, круговой удар не является полностью круговым, так как исполняющий его боец совершает половину оборота своего тела. Тем не менее, этот удар является одним из наиболее эффективных. Боец может бить как ногой, находящейся в стойке сзади, так и стоящей впереди. Удар может наноситься снизу вверх, параллельно земле и сверху вниз. Целью может быть любая часть человеческого тела. Существует более короткий вариант — полукруговой удар (англ. semi-circular kick), известный также как удар с полуразворота или косой удар, когда боец совершает фактически четверть оборота.

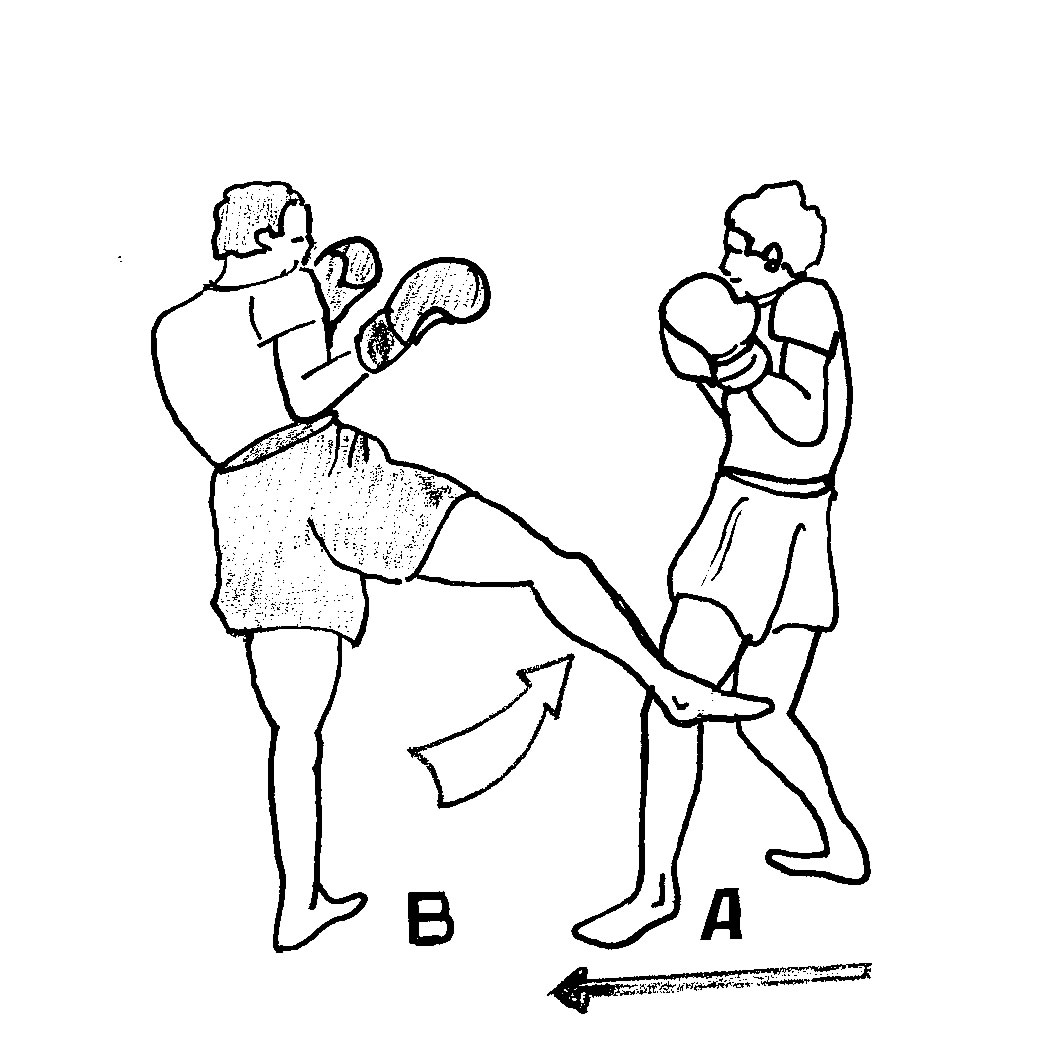
Лоу-кик: удар ногой по наружной поверхности бедра
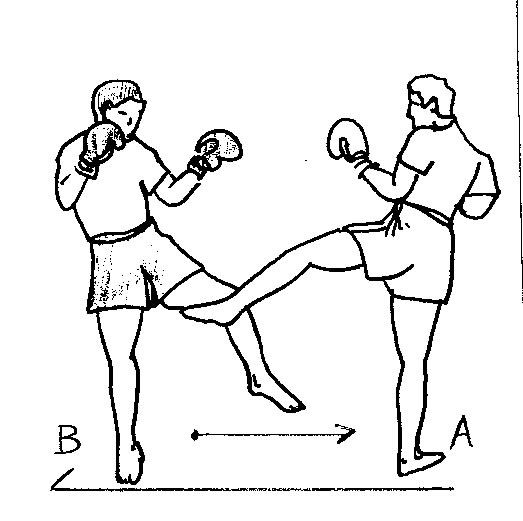
Лоу-кик: удар ногой по внутренней поверхности бедра
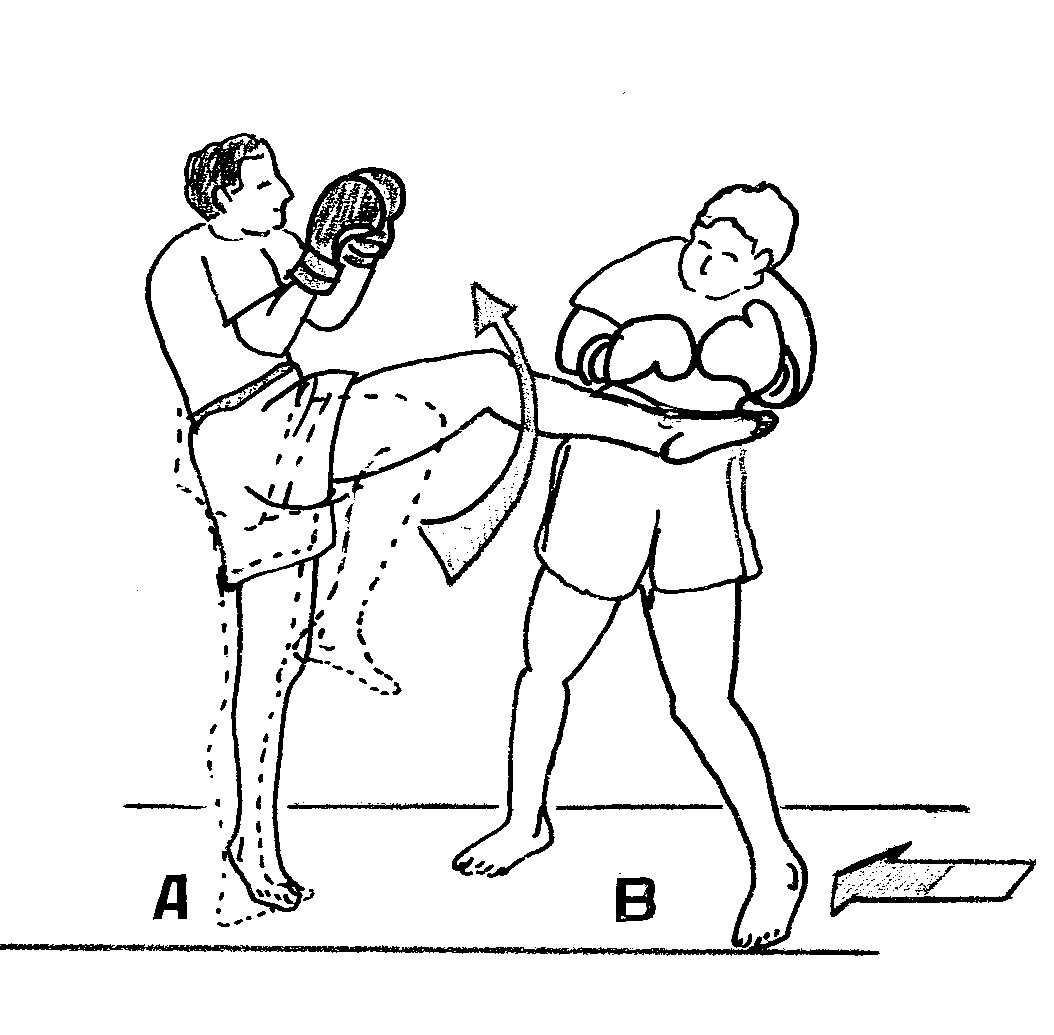
Мидл-кик: удар ногой в живот
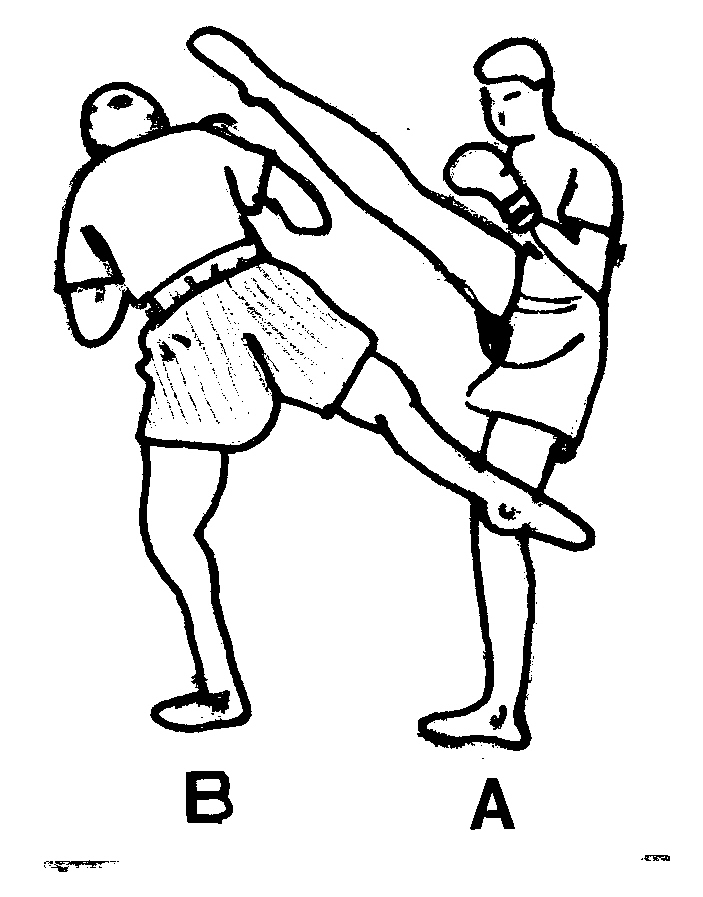
Лоу-кик: удар ногой при контратаке

## Карате
В карате подобный удар носит собственное название маваси гери. В зависимости от того, как высоко поднимается нога при ударе, выделяются три типа маваси гери: нижний (гэдан), средний (тюдан) и верхний (дзедан), каждый из которых эффективен по-своему. В маваси гери для нанесения удара используется основание пальцев стопы (подушечки) или подъём впереди стоящей ноги. Для нанесения удара поднимается колено впереди стоящей ноги и сгибается до тех пор, пока пятка не будет близка максимально к ягодицам, а затем выбрасывается вперёд движением кеаге (подбрасывающий удар, или маваси гери кеаге) — нога разворачивается в горизонтальной плоскости и распрямляется до контакта с зоной поражения. Маваси гери может выполняться из дзэнкуцу-дати, однако в этой стойке удар достаточно трудным, поскольку центр тяжести находится впереди по сравнению с центром стойки — необходимо, чтобы вес тела на мгновение поддерживался одной сзади стоящей ногой, что доступно не каждому ученику. Другой вариант под названием маваси гери кекоми (толчковый удар) представляет собой выбрасывание основания пальцев, стопы или пятки в зону солнечного сплетения противника, паховую область, бедро или колено — подобный удар эффективен, если цель находится в низкой позиции.
Первоначально боец наносил удар стопой, а именно подушечками стопы, поскольку риск получения травмы бьющим снижался, но позже в некоторых школах карате стали наносить удар голенью, а в других — и предплюсной. В настоящее время в некоторых школах популярным является рубящий удар, при котором боец поднимает ногу выше, чем зона поражения, а затем резко опускает её, нанося удар (особенно эффективен в зоне бёдер). В карате кёкусинкай, основанном Масутацу Оямой, применялась похожая техника с нанесением удара предплюсной и бо́льшими поворотами бёдер, а также применением веса тела для повышения разрушительной мощи. Обычно Ояма предполагал нанесение удара в шею, однако в кёкусинкае ведётся обучение и круговым ударам голенью в бёдра и по рёбрам. Такой вариант, как маваси-гери-гедан, запрещён правилами карате WKF как удар ниже пояса, однако используется не только в школе кёкусикай, но и в карате косики и асихара.

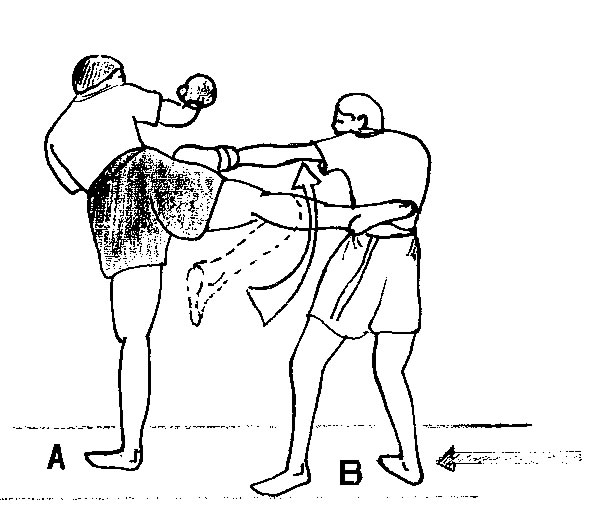
Мидл-кик: удар ногой с поворотом бёдер и тела в сторону удара
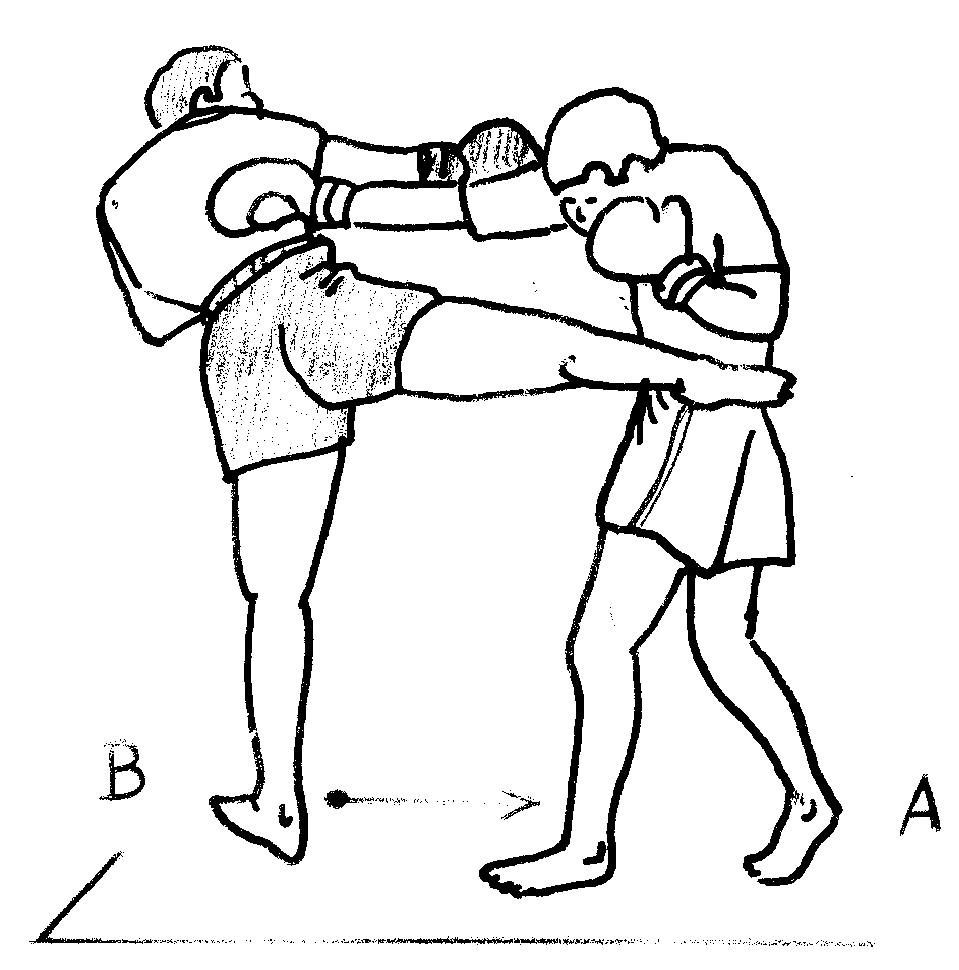
Удар ногой в контратаке
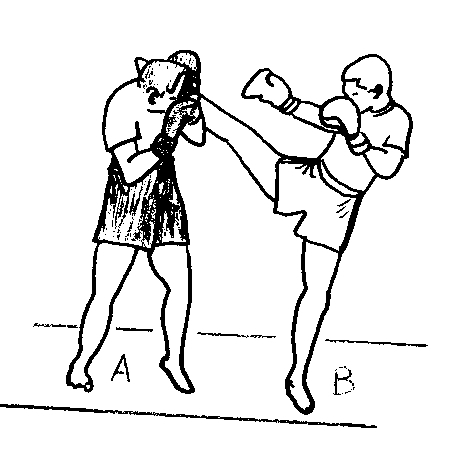
Круговой удар правой ногой

С развитием смешанных боевых искусств и размытием чётких границ в традиционных школах карате стали практиковаться новые многочисленные варианты кругового удара ногой. Так, помимо традиционного «полного» удара и упрощённого короткого варианта, появился также удар пяткой с разворота — он выполняется с неожиданно резким разворотом после подъёма ноги и последующим её опусканием, что часто называют «бразильским ударом» или «нисходящим ударом с разворота» (оказала влияние бразильская школа кёкусинкая во главе с мастером Адемиром де Костой и его учениками, Глаубе Фейтоза и Франсишку Филью). Под влиянием муай-тай и кикбоксинга круговой удар стали наносить низом прямой ногой, а под влиянием тхэквондо — и после обратного удара с полным оборотом (360 градусов). Под влиянием капоэйры удар также стали практиковать при чрезмерно большом наклоне верхней части тела (удар с наклоном тела, удар с опорой на руки).

## Муай-тай

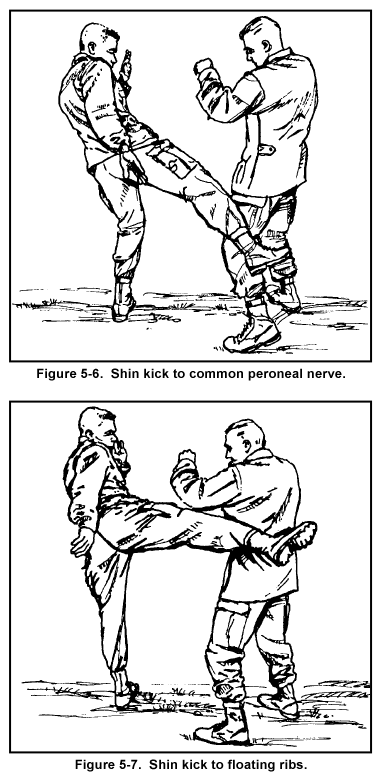
Круговой удар в нижнюю и среднюю часть тела

В муай-тай круговой удар, он же тае тад или «боковой удар», получил такую же популярность, как и другие приёмы, благодаря своей эффективности при нанесении урона противнику, поэтому он широко используется в разных соревнованиях по кикбоксингу и смешанным единоборствам (в том числе во франшизе K-1). Правильно выполненный удар с разворота в муай-тай, по мнению многих бойцов этого единоборства, по мощи сопоставим с ударом бейсбольной битой. Подобный круговой удар может производиться на нижнем, среднем и высоком уровнях в зависимости от точки нанесения удара на человеческом теле.
Нижние удары направлены в зону бёдер (выше колена) для ослабления ног, что не только снижает подвижность противника, но и не позволяет ему проводить удары ногами и даже стоять. Бойцов муай-тай обучают наносить регулярные удары в одну и ту же точку на теле человека (например, в область бедра), чтобы увеличить кумулятивный эффект от подобных попаданий по ходу встречи. В некоторых школах полагают, что постоянные удары по бедру могут привести к сужению бедренной артерии, что вызовет шоковый эффект для бойца и ослабит его. Удары в середину туловища — выше бёдер — могут привести к перелому рёбер или повреждению печени. Удары в голову или в шею могут отправить противника в нокаут. В некоторых школах оттачивают удары в шею сбоку под высоким углом: несколько мощных ударов могут привести к сужению сонной артерии, что, в свою очередь, может стать причиной нокаута бойца. Хотя правилами удары ногой в лицо не запрещены, по тайским поверьям это считается грязным и оскорбительным приёмом.
В муай-тай существуют несколько особенностей при нанесении кругового удара. Главная методологическая особенность заключается в том, что вращение бёдер и таза повышают момент инерции; во вращении задержаны и мышцы живота. Бьющий поднимает всегда стопу при ударе, чтобы обеспечить большую скорость поворота и мощь удара. При нанесении удара с разворота бьют, однако, иногда не стопой, а голенью, поскольку голень более устойчивая и сильная по сравнению со стопой (однако это снижает радиус атаки). В отличие от других боевых искусств, вся мощь удара создаётся с помощью вращения опорной ноги и бёдер, что роднит это с действиями при размахе бейсбольной биты.

## Тхэквондо
Круговой удар в тхэквондо зовётся дольо чхаги и не рекомендуется к выполнению, если противник находится непосредственно перед атакующим. Удар начинается со сгиба ноги в колене, что характерно перед прямым или боковым ударом (чтобы противник не мог угадать, какой удар будет выполнен). Это отличает круговой удар в тхэквондо от ударов в муай-тай и других боевых искусствах, поскольку там вращение бедра начинается или до, или во время подъёма колена. Руки держатся перед грудью, бьющая нога не должна сгибаться слишком сильно. Удар наносится, как правило, стопой, для обеспечения движения которой к цели по дуге бедро выносится вперёд и поворачивается в момент удара — это усиливает его мощь. Нога разгибается, перед контактом с телом противника стопа достигает высшей точки траектории движения, подушечка стопы располагается перпендикулярно к телу противника. Стопа опорной ноги должна быть повернута наружу от линии удара примерно на 45 градусов. Удар можно наносить непосредственно подушечками стопы или предплюсной. Отличием ушу от тхэквондо является нанесение подобного удара голенью.
Нанесение кругового удара является для противника неожиданностью. Его можно наносить как поставленной назад ногой, так и стоящей впереди. При ударе ногой впереди она сначала сгибается, затем поворачивается и на скорости сталкивается с противником. Этот манёвр получил название «быстрый удар», поскольку нога проходит меньшее расстояние до контакта с противником, но в связи с небольшой развиваемой скоростью мощь удара будет меньше. В бою возможно продвижение путём подпрыгивания на задней ноге, играющей роль опорной, в то время как боец продолжает наносить другой ногой удары. Подобный метод разработал обладатель 10-го дана по карате Билл Уоллес.

## Ушу и спортивное саньшоу
Вариант удара с разворотом в ушу под названием «бианьтуй» (кит. трад. 鞭腿, пиньинь biāntuǐ, палл. бианьтуй, буквально: «удар хлыста») предусматривает полный контакт и нанесение удара лодыжкой или стопой. Для его выполнения сначала поднимается колено, голень свободна. На опорной ноге боец должен повернуться так, чтобы пальцы стопы опорной ноги находились в противоположном направлении от противника. Затем вытягивается бедро и выпрямленной ступнёй наносится удар по цели: ногу после этого нужно немедленно убрать, чтобы противник не схватился за неё.

## Названия в разных боевых искусствах
Названия удара с разворота (кругового удара ногой, косого удара, бокового удара) варьируются в разных боевых искусствах. Английское название удара с разворота roundhouse kick происходит от англ. «roundhouse» (депо), поскольку подобные удары работники депо наносили, чтобы начать поворот вагона поезда.
- Карате: маваси гери[англ.] (яп. 回し蹴り)
- Муай-тай: тае тад (тайск. เตะตัด)
- Капоэйра: мартелу (порт. martelo), букв. «молоток»
- Джиткундо: ооу-тэк (крюковой удар)
- Тхэквондо: дольо чхаги (кор. 돌려 차기)
- Кудо: маваси гери, похож на тае тад
- Сават: фуэте (фр. fouetté), букв. «кнут»
- Ушу: биантуй (кит. трад. 鞭腿, пиньинь biāntuǐ, палл. бианьтуй, буквально: «удар хлыста»), в саньшоу
- Яу-ян[англ.]: тоблис палооб патаас
- Кук суль вон[англ.]: баль дунг чха ки (кор. 발등 차기)

## MMA
Удары ногой характерны для множества бойцов UFC на разных соревнованиях. Особенно выделяется на этом фоне Мирко «Кро Коп» Филипович, известный благодаря своему мощному левому хай-кику, с помощью которого он побеждал в ряде поединков. При нанесении удара Мирко использовал технику кикбоксинга, позаимствованную из тхэквондо, но «пробивал» мишень в стиле муай-тай. Удар голенью он не наносил никогда во избежание захватов.

## Реслинг

Дэниел Брайан наносит удар в грудь Triple H

В японском реслинге многие участники боёв, пришедшие из конкретных видов спорта и смешанных единоборств, нередко наносят круговые удары, что стало их «фишкой»: Тосиаки Кавада наносил в боях особенно мощные удары; Кэнто Кобаяси предпочитал бить в голову и грудь, а Такаси Сугиура проводил нижние круговые удары в спину противника. Позже удары стали обыденными в так называемом шут-реслинге. Во франшизе WWE подобные удары стали характерны для таких рестлеров, как Дэниел Брайан, Си Эм Панк, Триш Стратус, Микки Джеймс, Лана и Лейла Эл.

## В массовой культуре
Круговой удар ногой обрёл популярность благодаря множеству компьютерных игр и фильмов на тему боевых искусств: в играх он является вполне мощным ударом и даже входит в комбо или является завершающим приёмом. Из японских сериалов жанра токусацу выделяется Kamen Rider Kabuto, главный герой которого использует круговой удар в бою против врагов как завершающий приём. В американских фильмах наиболее известными исполнителями подобных ударов стали Жан-Клод Ван Дамм и Чак Норрис, причём удар Норриса ногой с разворота стал частью известной серии шуток «Факты о Чаке Норрисе» (сила удара в шутках многократно преувеличивается).